# Лиэн, Лейлани
Лейлани Лиэн (англ. Leilani Leeane; род. 1 октября 1992, Ланкастер, Калифорния, США) — американская порноактриса.

## Карьера
Дебютировала в порноиндустрии в 2011 году, в возрасте 19 лет.

## Премии и номинации
| Год  | Премия                    | Результат | Категория                         | Фильм                  | Сообладатели/сономинанты    |
| ---- | ------------------------- | --------- | --------------------------------- | ---------------------- | --------------------------- |
| 2012 | NightMoves Award          | Номинация | Лучшая новая старлетка            | н/д                    | н/д                         |
| 2012 | Urban X Award             | Победа    | Rising Star Female                | н/д                    | н/д                         |
| 2012 | Urban X Award             | Номинация | Лучшая сцена триолизма            | Revenge of the Petites | Райли Рид и Эшли Джейн      |
| 2012 | Urban X Award             | Номинация | Лучшая сцена триолизма            | Black Anal Addiction   | Megan Vaughn и Майк Адриано |
| 2012 | Urban X Award             | Номинация | Лучшая сцена анального секса      | Black Anal Addiction   | Скин Даймонд и Майк Адриано |
| 2012 | Urban X Award             | Номинация | Лучшая парная сцена               | Racially Motivated 3   | Эрик Эверхард               |
| 2013 | AVN Award                 | Номинация | Лучшая групповая лесбийская сцена | Revenge of the Petites | Эшли Джейн и Райли Рид      |
| 2013 | AVN Award                 | Номинация | Лучшая новая старлетка            | н/д                    | н/д                         |
| 2013 | AVN Award                 | Номинация | Best POV Sex Scene                | POV Junkie 5           | Винс Войер                  |
| 2013 | XCritic Fans Choice Award | Номинация | Лучшая новая старлетка            | н/д                    | н/д                         |